# Тужилів (Київська область)
Тужи́лів —  село в Україні, в Яготинській міській громаді Бориспільського району Київської області. Населення становить 88 осіб.

## Історія
- хутір Тужилів був приписаний до Троїцької церкви у Яготині.[1][2][3]

1859 - х.Тужилівський, 7 дворів, 57 жителів.
- Хутір є на мапі 1869 року - 8 дворів.[5]

1910 - хутора Тужилові (разом з х.Калит, Непорожніх, Приньків) Студеницької волості Переяславського повіту Полтавської губернії, 27 господарств, 264 мешканця.

## Видатні уродженці
- Непорожній Петро Степанович
- Самсоненко Олексій Вікторович, який під час енергетичної кризи, завданої під час масованих обстрілів   рашистів по енергетичній інфраструктурі, допомагав місцевим мешканцям з ремонту електрогенераторів. Тим самим надав громадянам віру на перемогу.

| Україна | Це незавершена стаття з географії України. Ви можете допомогти проєкту, виправивши або дописавши її. |

1. ↑  Зведений каталог метричних книг, клірових відомостей та сповідних розписів (українська) . Центральний державний історичний архів України, м. Київ (ЦДІАК України). Архів оригіналу за 11 жовтня 2021. Процитовано 20 жовтня 2021.
2. ↑  Зведений каталог метричних книг що зберігаються в державних архівах України  т.4, ст.699 (PDF) (українська) . Український науково-дослідницький інститут архівної справи та документознавства. Архів оригіналу (PDF) за 10 квітня 2021. Процитовано 20 жовтня 2021.
3. ↑  Зведений каталог метричних книг що зберігаються в державних архівах України  т.2, ст.26 (PDF) (українська) . Український науково-дослідницький інститут архівної справи та документознавства. Архів оригіналу (PDF) за 18 жовтня 2021. Процитовано 20 жовтня 2021.
4. ↑  Списки населенных мест Российской империи, составленные и издаваемые Центральным статистическим комитетом Министерства внутренних дел : [по сведениям 1859 г.]. - Санкт-Петербург : [В Тип. К. Вульфа], 1861 - 1885.
[Вып.] 33 : Полтавская губерния / обраб. Н. Штиглицом. – 1862. – XXXIII, [1], 262 с., [1] л. карт : табл.
5. ↑  Трехверстовка Киевской области. Военно-топографическая карта. www.etomesto.ru. Архів оригіналу за 20 жовтня 2021. Процитовано 20 жовтня 2021.
6. ↑  "Список населенных мест Переяславского уезда Полтавской губернии : составлен по данным подворно-хоз. земской переписи 1910 г."